# Свети Николай (Горна баня)
„Свети Николай Летни“ е българска православна църква в квартала на столицата София – Горна Баня.

## Местоположение
Храмът е разположен в центъра на Горна баня.

## История
Църквата е построена в 1882 година по случай възцаряването на княз Александър I Български. Дело е на италиански майстори. Осветена е на храмовия празник 22 май (стар стил) 1885 г. от митрополит Мелетий Софийски. В 1938 година е издигната отделна камбанария.

## Архитектура
В архитектурно отношението е каменна базилика дълга 18 m, широка – 8,50 m, висока – 8 m с един свети престол и три апсиди. Иконостасът, владишкият трон и тронът на княза са резбовани, дело на дебърски майстори от рода Филипови.